# Mirage (Foulds)
Mirage is een symfonisch gedicht geschreven door de Brit John Foulds. Het is geschreven in de laat romantische stijl van rond die tijd. Foulds liep toen nog in de pas met de ontwikkelingen in de klassieke muziek van rond die tijd. Toch zitten in deel (3) al een aantal passages waarin de voor hem zo karakteristieke toonverschuivingen zich voordoen. In deel (3) wordt diverse malen een akkoord zo samen geknepen dat er een cluster ontstaat; het lijkt net of de muziek op een te laag toerental wordt afgespeeld. Daarnaast puur Britse koperfanfares. Van luchtspiegeling is in de muziek niets terug te vinden, behalve in het slotdeel, waarbij de muziek ijler en ijler wordt. Daarbij volgt een sliert met modulaties en deel-akkoorden, totdat alles weg lijkt te sterven. Het het werk eindigt met een majeur-slotakkoord.
De delen hebben een puur muzikale naam en een "hint", waar de muziek over zou kunnen gaan.

## Composities
| deel | tempo                     | aanwijzing?             |
| ---- | ------------------------- | ----------------------- |
| 1    | Largo                     | Immutalable nature      |
| 2    | Moderato                  | Man’s ever ambition     |
| 3    | Lento assai-Allegro molto | Man’s ever unattainment |
| 4    | Presto                    | Mirage                  |
| 5    | Lento guisto - Adagio     | Man humbled             |
| 6    | Moderato Trionfale        | Man’s selftriumph       |

Opvolging binnen het oeuvre van Foulds is moeilijk aan te geven omdat tal van werken verloren zijn gegaan, dan wel helemaal niet geschreven. Voor dit werk is in ieder geval teruggevonden zijn vioolconcert Apotheosis. Na het werk zou het eerstvolgende zijn Suite Française zijn.
Het werk is tijdens zijn leven nooit officieel uitgevoerd; een voorrepetitie met zijn eigen Hallé Orchestra van zijn versie van 6 oktober 1910 was de enige, wat je zou kunnen noemen, privé-uitvoering.

## Bron en discografie
- Uitgave Warner Classics: City of Birmingham Symphony Orchestra o.l.v. Sakari Oramo.